# Kane & Lynch 2: Dog Days
Kane & Lynch 2: Dog Days er et computerspil udviklet af danske IO Interactive og udgivet af Eidos Interactive. Spillet findes til Microsoft Windows, Playstation 3 og Xbox 360. Det er en fortsættelse til spillet Kane & Lynch: Dead Men.
| computerspil | Spire Denne computerspilsrelaterede artikel er en spire som bør udbygges. Du er velkommen til at hjælpe Wikipedia ved at udvide den. |